# Charlotte Frognerová
Charlotte Frognerová (* 9. dubna 1981 Aurskog-Høland) je norská herečka. 
Vystudovala herectví na státní divadelní akademii v Oslu. V roce 2004 se stala členkou souboru Det Norske Teatret. Ztvárnila zde mj. Maří Magdalénu v norské verzi muzikálu Jesus Christ Superstar a Lady Anne Nevillovou v inscenaci Richarda III. Vystupovala v představení Peera Gynta na letní scéně v údolí Gudbrandsdalen.
Hrála ve filmech Nora a Pět lží, popularitu jí přinesla role Hanny v horroru Mrtvý sníh. Za ztvárnění hlavní roli mladé psycholožky Marie v televizním seriálu Hvaler získala cenu pro nejlepší herečku na Seoul International Drama Awards. Od roku 2013 vystupuje v komediálním seriálu televize NRK Side om side. Namluvila postavy v animovaných filmech Kapitán Šavlozub a kouzelný diamant a Suprákovi. V roce 2022 režírovala pro Scene 3 hru Olega Bogajeva Mariina země.